# خوابیدن در خانه شخص دیگر

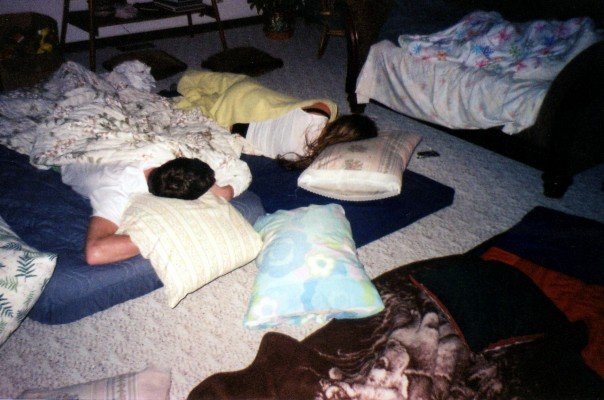
مهمانان در حال استراحت

خوابیدن در خانه شخص دیگر یا مهمانی پیژامه (به انگلیسی: sleepover) به عنوان نوعی مهمانی تلقی می‌شود که توسط کودکان یا نوجوانان برگزار می‌شود که یک یا تعدادی از مهمان دعوت می‌شوند تا شب را در کنار دوست خود بگذرانند و گاهی رویدادهای خاصی مانند تولد را جشن بگیرند. این جشن اغلب برای یک کودک یا نوجوان به عنوان یکی از آدابی شمرده می‌شود که در شکل‌گیری ارتباطات اجتماعیش با محیط خارج از خانواده کمک می‌کند.
در ابتدای دهه ۱۹۹۰ مفسران از به وجود آمدن درک روند جدیدی نوشتند که والدین این اجازه را به فرزندان خود می‌دادند تا به صورت مختلط جشن را با دوستان خود برگزار کنند. در حالی که برخی نویسندگان این روند را تحسین میکردند دیگران از آن به عنوان یک جایگزین امن‌تر برای قرار گذاشتن نوجوان در خارج از خانه یاد می‌کردند.